# Монро (тауншип, Миннесота)
Монро (англ. Monroe) — тауншип в округе Лайон, Миннесота, США. На 2000 год его население составило 242 человека.

## География
По данным Бюро переписи населения США площадь тауншипа составляет 88,6 км², из которых 87,8 км² занимает суша, а 0,8 км² — вода (0,85 %).

## Демография
По данным переписи населения 2000 года здесь находились 242 человека, 89 домохозяйств и 64 семьи. Плотность населения — 2,8 чел./км². На территории тауншипа расположено 97 построек со средней плотностью 1,1 построек на один квадратный километр. Расовый состав населения: 98,35 % белых, 0,41 % азиатов, 1,24 % — других рас США. Испанцы или латиноамериканцы любой расы составляли 4,13 % от популяции тауншипа.
Из 89 домохозяйств в 38,2 % воспитывались дети до 18 лет, в 71,9 % проживали супружеские пары и в 27,0 % домохозяйств проживали несемейные люди. 21,3 % домохозяйств состояли из одного человека, при том 4,5 % из — одиноких пожилых людей старше 65 лет. Средний размер домохозяйства — 2,72, а семьи — 3,25 человека.
29,8 % населения — младше 18 лет, 7,4 % — в возрасте от 18 до 24 лет, 29,8 % — от 25 до 44, 19,0 % — от 45 до 64, и 14,0 % — старше 65 лет. Средний возраст — 37 лет. На каждые 100 женщин приходилось 118,0 мужчин. На каждые 100 женщин старше 18 приходилось 123,7 мужчин.
Средний годовой доход домохозяйства составлял 43 542 доллара, а средний годовой доход семьи — 45 568 долларов. Средний доход мужчин — 31 125 долларов, в то время как у женщин — 25 208. Доход на душу населения составил 18 952 доллара. За чертой бедности находились 2,7 % семей и 3,1 % всего населения тауншипа, из которых 14,7 % старше 65 лет.